# Высокая Грива (Новосибирская область)
Высокая Грива — посёлок в Тогучинском районе Новосибирской области. Входит в состав Заречного сельсовета.

## География
Площадь посёлка — 47 гектаров.

## Население
| 2002 | 2007 | 2010 |
| ---- | ---- | ---- |
| 100  | ↘94  | ↘69  |

## Инфраструктура
На посёлке по данным на 2007 год отсутствует социальная инфраструктура.